# Hylocereus calcaratus
A Hylocereus calcaratus egy kevéssé ismert epifita kaktusz, mely rokonaitól érdekes bordázottságú szárával és hatalmas virágaival tér el.

## Elterjedése és élőhelye
Costa Rica: Port Limón területe; atlantikus partvidéken 10-30 (-500) m tszf. magasságban.

## Jellemzői
Hajtásai 40–60 mm átmérőjűek, világoszöldek, 3 bordára oszlanak, az areolák között erősen kidomborodnak, areolái nagyon kicsik, 40–60 mm távolságban fejlődnek, tövisei száma 2-4, fehérek. Virágai 350 mm hosszúak, tölcsér alakúak, fehérek. A tölcsér 250 mm hosszú, a külső szirmok visszahajlanak, zöldes árnyalatúak, a belsők fehérek. A porzók és a bibe fehér.

## Rokonsági viszonyai
A Hylocereus subgenus tagja.